# Osaka
Osaka (大阪 Ōsaka)  listen ? er en by med 2.751.862(2021) indbyggere i Japans Kansai-region på øen Honshū. Byen er hovedstad i Osaka-præfekturet og den største by i Keihanshinområdet, der bl.a. består af byerne Kyoto, Osaka og Kobe og udgør Osakas byområde. Osaka er den tredjestørste by i Japan efter Tokyo og Yokohama. Osaka-Kobe-Kyoto metroområde (Keihanshin) har 19.302.746 (2015)  indbyggere og er Japans næststørste efter Stortokyo og blandt verdens megabyer. Byområdets BNP er det næststørste i Japan og verdens 7. største.
Geografisk ligger Osaka ved Yodo Flodens udmunding i Osaka Bugt.
Historisk set har det været Japans handelscentrum. Osaka blev kaldt for "nationens køkken" (天下の台所 tenka no daidokoro) i Edo-perioden, fordi byen var centrum for handel med ris og hjemsted for verdens første future-marked.

## Notable bysbørn
- Tadao Ando - arkitekt